# Наркотично вещество
Наркотични вещества (наркотици) са група фармакологични вещества, които действат предимно върху централната нервна система и при внасяне в организма предизвикват ступор, който може да се чувства като успокоение или наркотичен сън. Терминът наркотик се смята, че идва от гръцкия лекар Гален и се отнася към вещества, които притъпяват сетивата и усещанията и/или произвеждат състояние на вцепененост, скованост или лека парализа. Гален отбелязва корена от мандрагора и опиума като основни представители на наркотичните вещества.
В българския политически и юридически контекст терминът наркотик обхваща широк кръг от най-различни субстанции, чието използване или притежаване е или напълно криминализирано, или строго регулирано. В този смисъл понятието включва и вещества, които не са наркотици от фармакологична гледна точка, тъй като не предизвикват наркоза, например стимулантите. Такива са редица растителни вещества и техни производни като тютюн (нерегулиран), алкохол (нерегулиран), канабис, кокаин, опиум и негови деривати, между които пантопон, морфин, хероин, кодеин, а също и други препарати, употребявани в медицината, като сънотворните средства (веронал, луминал, барбамил и други производни на барбитуровата киселина).
Противно на тази законова практика и на популярните митове обаче, много от тези съставки технически не са наркотици. Така например канабис, ЛСД и други психеделични дроги химически не принадлежат към групата на наркотиците и техните ефекти са различни. Стероидите не спадат към наркотичните вещества.
Заради политиката на преследване, „война срещу наркотиците“ и създадения от редица официални лица негативен образ на термина „наркотик“, медици започват да използват по-прецизното определение „опиоиден аналгетик“, за наркотичните вещества, които имат свойства, подобни на морфин.
През 2004 г. тогавашното правителство на България (съставено от коалиция между НДСВ и ДПС) отменя правото на „лична доза“ на потребителите на незаконни наркотици и оттогава притежаването на всяко количество наркотик се наказва с пълната сила на закона, докато в някои държави има определена допустима доза за всички видове използвани вещества, за която няма наказателна отговорност, а само административна.

## Откриване
Алкалоидите са били познати на човечеството от древността. Части от растения или техни водни извлеци са били използвани в медицината и при религиозни и магически ритуали. Изследванията от химична точка датират от началото на XIX век.

## Химичен състав
Алкалоидите са сравнително малка група азотсъдържащи, хетероциклени органични съединения. Те съдържат поне един азотен атом, включен в затворена въглеродна верига (пръстен). Пръстенът може да бъде от пет или шест въглеродни атома, но се срещат такива и с по-сложно устройство. Особеностите на азотният атом придават специфични свойства на пръстена. Той определя основните свойства на съединенията, в които се намира. Алкалоидите притежават оптична активност и основни свойства, откъдето идва и името им.

### Видове
Според основната функционална група, алкалоидите се делят на десетина подгрупи.

#### Пиридинова подгрупа
Тя обхваща съединенията, които могат да бъдат разглеждани като произлезли от пиридина. Всички представители на групата са токсични. Представители са никотин, пиперин, скополамин и кокаин.

#### Хинолинова подгрупа
В подгрупата на хинолина влизат хинолин и неговите производни. Хинолинът се извлича от кората на хинолиновото дърво и е лек срещу малария. За лекарството се използват сулфатите или хлоридите му.

#### Изохинолинова подгрупа
Групата включва морфин, стринхин, „кураре“, хероин и LSD. Морфинът и неговите аналози се извличат от млечният сок на неузрелите семенни кутийки на културния мак (опиум). Използва се в медицината като аналгетик, ако пациентът не е привикнал.

## Разпространение
Алкалоидите се срещат в много растителни видове. Установено е, че се синтезират от растенията, без да имат функционално значение. Възможно е да служат за защита от вредители. Това донякъде обяснява защо има алкалоиди само в определени части на растението и в определен географски регион. Концентрацията на алкалоиди варира между 0,1% и 20%.

## Статистика
През 2012 г. в България умират 24 души от свръхдоза наркотици, което е 4,8 души на милион население. Средното за Европейския съюз, Норвегия и Турция е 17,1. Почти 25% от населението на Европейския съюз, Норвегия и Турция е ползвало наркотици някога през живота си, като най-често използваният нелегален наркотик е кокаинът, а в България – екстази.
На територията на Европейския съюз, Норвегия и Турция през 2012 г. са заловени:
- 4977 kg хероин, от които 285 kg в България;
- 71 540 kg кокаин, от които 115 kg в България.

### България
През 2008 г. в България 74 души умират от свръхдоза, но към 2015 г. смъртните случаи са спаднали на 17. Повечето смъртни случаи са на хора на възраст между 30 и 39 г., като в 88% от случаите това са мъже. Мнозинството от наркоманите, постъпващи на лечение, са пристрастени към опиоиди и се лекуват основно чрез метадонова терапия.
През 2015 г. са конфискувани 1176 kg канабис, 265 kg хероин, 43 kg амфетамини и 30 kg метамфетамини. Средната чистота на хероина е 65%, на амфетамините – 70%, а на кокаина – 75,5%.
Употребата на канабиса сред младите (15 – 34 г.) към 2015 г. е 8,3%, а на MDMA – 2,9%.

## Ефекти
Ефектите на наркотичните вещества зависят от дозата, начина, по който влизат в човешкото тяло, а също и очакванията на консумиращия ги. Отделно от тяхната клинична употреба за лечение на болка, кашлица или остра диария, наркотичните вещества имат свойството да произвеждат състояния на блаженство и еуфория, а също да редуцират агресия и тревожност. Последното води до широката им употреба като развлекателна дрога и свойството да произвежда зависимост у някои от ползващите ги.

## Рискове
Употребата на наркотични вещества води до физическа и/или психологическа зависимост, увреждане на здравето, смърт, промяна на социалното поведение, принуждаване към незаконна дейност за набавяне на финансови средства под влиянието на абстинентна криза и много други.
Вследствие на немарлива, невнимателна или прекомерна употреба на наркотични вещества може да се увеличи рискът от инфекции и болести или да се стигне до предозиране и смърт. Тези наркотични препарати могат да се отпуснат само чрез жълта рецепта.